# Floyd Cramer
Floyd Cramer (Shreveport, 27 de octubre de 1933-Huttig, 31 de diciembre de 1997) fue un pianista estadounidense, reconocido como uno de los responsables del sonido Nashville y por su estilo de apoyatura, en el que una nota desafinada se desliza en la nota correcta. Formó parte del selecto grupo de músicos de sesión conocidos como The Nashville A-Team. Falleció de cáncer de pulmón en 1997, a los 64 años.

## Discografía

### Álbumes
| Año  | Álbum                                                  | Posición en las listas | Posición en las listas | Discográfica     |
| Año  | Álbum                                                  | EE.UU. Country         | EE.UU.                 | Discográfica     |
| ---- | ------------------------------------------------------ | ---------------------- | ---------------------- | ---------------- |
| 1957 | That Honky Tonk Piano                                  | —                      | —                      | MGM Records      |
| 1960 | Hello Blues                                            | —                      | —                      | RCA Victor       |
| 1961 | Last Date                                              | —                      | —                      | RCA Victor       |
| 1961 | On the Rebound                                         | —                      | 70                     | RCA Victor       |
| 1962 | America's Biggest Selling Pianist                      | —                      | —                      | RCA Victor       |
| 1962 | Floyd Cramer Gets Organ-ized                           | —                      | 113                    | RCA Victor       |
| 1962 | I Remember Hank Williams                               | —                      | 130                    | RCA Victor       |
| 1963 | Swing Along with Floyd Cramer                          | —                      | —                      | RCA Victor       |
| 1963 | Comin' On                                              | —                      | —                      | RCA Victor       |
| 1963 | Three Great Pianos (con Peter Nero y Frankie Carle)    | —                      | —                      | RCA Victor       |
| 1964 | Country Piano-City Strings                             | —                      | —                      | RCA Victor       |
| 1964 | Cramer at the Console                                  | —                      | —                      | RCA Victor       |
| 1964 | The Best of Floyd Cramer                               | —                      | —                      | RCA Victor       |
| 1965 | Hits from the Country Hall of Fame                     | 10                     | —                      | RCA Victor       |
| 1965 | Class of '65                                           | —                      | 107                    | RCA Victor       |
| 1965 | The Magic Touch of Floyd Cramer                        | —                      | —                      | RCA Victor       |
| 1966 | The Distinctive Piano Style of Floyd Cramer            | —                      | —                      | RCA Victor       |
| 1966 | Only the Big Ones                                      | —                      | —                      | RCA Victor       |
| 1966 | Class of '66                                           | —                      | 123                    | RCA Victor       |
| 1967 | Night Train                                            | —                      | —                      | RCA Victor       |
| 1967 | Here's What's Happening!                               | 20                     | 166                    | RCA Victor       |
| 1967 | Floyd Cramer Plays the Monkees                         | —                      | —                      | RCA Victor       |
| 1967 | Class of '67                                           | 21                     | —                      | RCA Victor       |
| 1967 | We Wish You a Merry Christmas                          | —                      | 26                     | RCA Victor       |
| 1968 | Floyd Cramer Plays Country Classics                    | 16                     | —                      | RCA Victor       |
| 1968 | Class of '68                                           | —                      | —                      | RCA Victor       |
| 1968 | Floyd Cramer Plays MacArthur Park                      | 36                     | —                      | RCA Victor       |
| 1968 | The Best of Floyd Cramer Volume 2                      | —                      | —                      | RCA Victor       |
| 1969 | Class of '69                                           | 31                     | —                      | RCA Victor       |
| 1969 | Floyd Cramer Plays More Country Classics               | 17                     | —                      | RCA Victor       |
| 1970 | The Big Ones, Vol. 2                                   | —                      | 183                    | RCA Victor       |
| 1970 | With the Music City Pops                               | —                      | —                      | RCA Victor       |
| 1970 | This Is Floyd Cramer                                   | 39                     | —                      | RCA Victor       |
| 1970 | Class of '70                                           | 43                     | —                      | RCA Victor       |
| 1971 | Almost Persuaded                                       | —                      | —                      | RCA Victor       |
| 1971 | Chet, Floyd & Boots (con Chet Atkins y Boots Randolph) | —                      | —                      | RCA Victor       |
| 1971 | Sounds of Sunday                                       | 44                     | —                      | RCA Victor       |
| 1971 | Class of '71                                           | 34                     | —                      | RCA Victor       |
| 1972 | Detours                                                | —                      | —                      | RCA Victor       |
| 1972 | Class of '72                                           | —                      | —                      | RCA Victor       |
| 1972 | Best of the Class of Floyd Cramer                      | —                      | —                      | RCA Victor       |
| 1972 | Date with Floyd Cramer                                 | —                      | —                      | RCA Victor       |
| 1973 | Floyd Cramer Plays the Big Hits                        | —                      | —                      | RCA Victor       |
| 1973 | Super Country Hits                                     | —                      | —                      | RCA Victor       |
| 1973 | Class of '73                                           | 34                     | —                      | RCA Victor       |
| 1974 | Young and Restless                                     | —                      | —                      | RCA Victor       |
| 1974 | Spotlight On                                           | —                      | —                      | RCA Victor       |
| 1974 | Floyd Cramer in Concert                                | 25                     | —                      | RCA Victor       |
| 1975 | Piano Masterpieces 1900–1975                           | —                      | —                      | RCA Victor       |
| 1975 | Class of '74 and '75                                   | —                      | —                      | RCA Victor       |
| 1976 | Floyd Cramer Country                                   | 46                     | —                      | RCA Victor       |
| 1977 | Floyd Cramer & the Keyboard Kick Band                  | 50                     | —                      | RCA Victor       |
| 1977 | Chet, Floyd & Danny (con Chet Atkins y Danny Davis)    | 46                     | —                      | RCA Victor       |
| 1978 | Looking for Mr. Goodbar                                | —                      | —                      | RCA Victor       |
| 1979 | Super Hits                                             | —                      | —                      | RCA Victor       |
| 1980 | Dallas                                                 | 29                     | 170                    | RCA Victor       |
| 1981 | Great Country Hits                                     | —                      | —                      | RCA Victor       |
| 1981 | The Best of the West                                   | —                      | —                      | RCA Victor       |
| 1982 | 20 of the Best                                         | —                      | —                      | RCA Victor       |
| 1985 | Collector's Date                                       | —                      | —                      | RCA Victor       |
| 1985 | Country Classics                                       | —                      | —                      | Pair Records     |
| 1988 | Special Songs of Love                                  | —                      | —                      | Step One Records |
| 1988 | Country Gold                                           | —                      | —                      | Step One Records |
| 1988 | Just Me and My Piano                                   | —                      | —                      | Step One Records |
| 1989 | Forever Floyd Cramer                                   | —                      | —                      | Step One Records |
| 1989 | We Wish You a Merry Christmas                          | —                      | —                      | Step One Records |
| 1989 | Originals                                              | —                      | —                      | Step One Records |
| 1991 | Gospel Classics                                        | —                      | —                      | Step One Records |
| 1994 | The Piano Magic of Floyd Cramer                        | —                      | —                      | Ranwood          |
| 1995 | Favorite Country Hits 1                                | —                      | —                      | Ranwood          |
| 1996 | The Piano Magic of Floyd Cramer 2                      | —                      | —                      | Ranwood          |
| 1997 | Blue Skies                                             | —                      | —                      | Ranwood          |
| 1997 | Favorite Country Hits 2                                | —                      | —                      | Ranwood          |

### Sencillos
| Año  | Sencillo                       | Posición en las listas | Posición en las listas | Posición en las listas | Posición en las listas | Posición en las listas | Álbum                                 |
| Año  | Sencillo                       | EE.UU.                 | EE.UU. Country         | EE.UU. R&B             | EE.UU. AC              | RU                     | Álbum                                 |
| ---- | ------------------------------ | ---------------------- | ---------------------- | ---------------------- | ---------------------- | ---------------------- | ------------------------------------- |
| 1958 | "Flip Flop and Bop"            | 87                     | —                      | —                      | —                      | —                      | Last Date                             |
| 1960 | "Last Date"                    | 2                      | 11                     | 3                      | —                      | —                      | Last Date                             |
| 1961 | "On the Rebound"               | 4                      | —                      | 16                     | —                      | 1                      | On the Rebound                        |
| 1961 | "San Antonio Rose"             | 8                      | 8                      | —                      | 3                      | 36                     | On the Rebound                        |
| 1961 | "Your Last Goodbye"            | 63                     | —                      | —                      | —                      | —                      | America's Biggest Selling Pianist     |
| 1961 | "Hang On"                      | 95                     | —                      | —                      | —                      | —                      | America's Biggest Selling Pianist     |
| 1962 | "Chattanooga Choo Choo"        | 36                     | —                      | —                      | 9                      | —                      |                                       |
| 1962 | "Let's Go"                     | 90                     | —                      | —                      | —                      | —                      | Floyd Cramer Gets Organ-ized          |
| 1962 | "Lovesick Blues"               | 87                     | —                      | —                      | 20                     | —                      | I Remember Hank Williams              |
| 1962 | "Hot Pepper"                   | 63                     | —                      | —                      | —                      | 46                     |                                       |
| 1962 | "Swing Low"                    | 110                    | —                      | —                      | —                      | —                      |                                       |
| 1962 | "Losers Weepers"               | 127                    | —                      | —                      | —                      | —                      |                                       |
| 1963 | "Java"                         | 49                     | —                      | —                      | 12                     | —                      | Swing Along with Floyd Cramer         |
| 1963 | "(These Are) The Young Years"  | 129                    | —                      | —                      | —                      | —                      | Comin' On                             |
| 1963 | "How High the Moon"            | 121                    | —                      | —                      | —                      | —                      |                                       |
| 1963 | "Heartless Heart"              | 124                    | —                      | —                      | —                      | —                      | Country Piano-City Strings            |
| 1967 | "Stood Up"                     | —                      | 53                     | —                      | 24                     | —                      |                                       |
| 1968 | "By the Time I Get to Phoenix" | —                      | —                      | —                      | 32                     | —                      |                                       |
| 1970 | "Theme from 222"               | —                      | —                      | —                      | 39                     | —                      |                                       |
| 1977 | "Rhythm of the Rain"           | —                      | 67                     | —                      | —                      | —                      | Floyd Cramer & the Keyboard Kick Band |
| 1980 | "Dallas"A                      | 104                    | 32                     | —                      | 34                     | —                      | Dallas                                |